# Антонио Страдивариус
Антонио Страдивари (на италиански: Antonio Stradivari, произношение [anˈtɔːnjo stradiˈvaːri]), известен още с латинизираното си име Антониус Страдивариус, е италиански лютиер и знаменит майстор на струнни инструменти, ученик на Николо Амати.

## Биография
Счита се, че Антонио Страдивари е роден в Кремона през 1644 г., въпреки че точната дата на неговото раждане не се знае. Негови родители са Александро Страдивари (на италиански: Alessandro Stradivari) и Анна Морони (на италиански: Anna Moroni). Предполага се, че в периода от 1667 до 1679 г. той работи безплатно като ученик на Николо Амати, като изпълнява черната работа.
Създал е над 1200 цигулки, виоли, виолончели, арфи и др. Днес са запазени около 650 инструмента негова изработка.
Латинизираната форма на неговата фамилия, Stradivarius, както и кратката Strad, често се използва, за да се обозначат неговите инструменти.
Антонио Страдивари умира в Кремона, Италия на 18 декември 1737 г. и е погребан в Базиликата Сан Доменико, в Кремона. Ученици на Страдивари са били неговите синове Франческо и Омобоно. Счита се, че Антонио Страдивари не е предал своя богат опит на никого, включително и на синовете си. От 1100 инструмента днес са останали само 650.